# Goresbridge
Goresbridge (en irlandais : An Droichead Nua, qui signifie « Le nouveau pont ») est un village en Irlande, situé dans le comté de Kilkenny, d'un peu plus 300 habitants. Il doit son nom à un pont construit en 1756 par le colonel Ralph Gore, qui permet de franchir le Barrow entre le comté de Kilkenny et celui de Carlow.

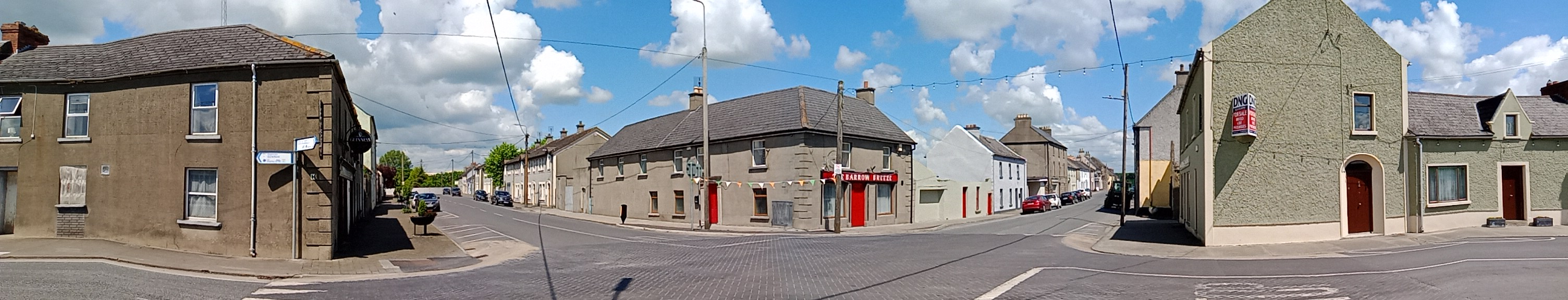
Les rues principales de Goresbridge.

## Histoire
Goresbridge était situé dans le royaume gaélique historique d'Ossory (en) (Osraige). Après la guerre Williamite-Jacobite, Charles II accorda des concessions de terres. Ainsi s'établit la famille Gore.
Une abbaye cistercienne a été fondée au XIIe siècle au lieu-dit Barrowmount. Elle s'appelait abbaye de Killenny, mais elle a également reçu le nom latin de Valle Dei qui signifie « Vallée de Dieu ». C'était une abbaye-fille de celle de Jerpoint à Thomastown. Elle a également été appelé An Sean Mhainister (la vieille abbaye) car il n'est pas exclu qu'elle se soit établie sur un site déjà monastique encore plus ancien connu sous le nom de Cill Eanna (église Saint-Enda).

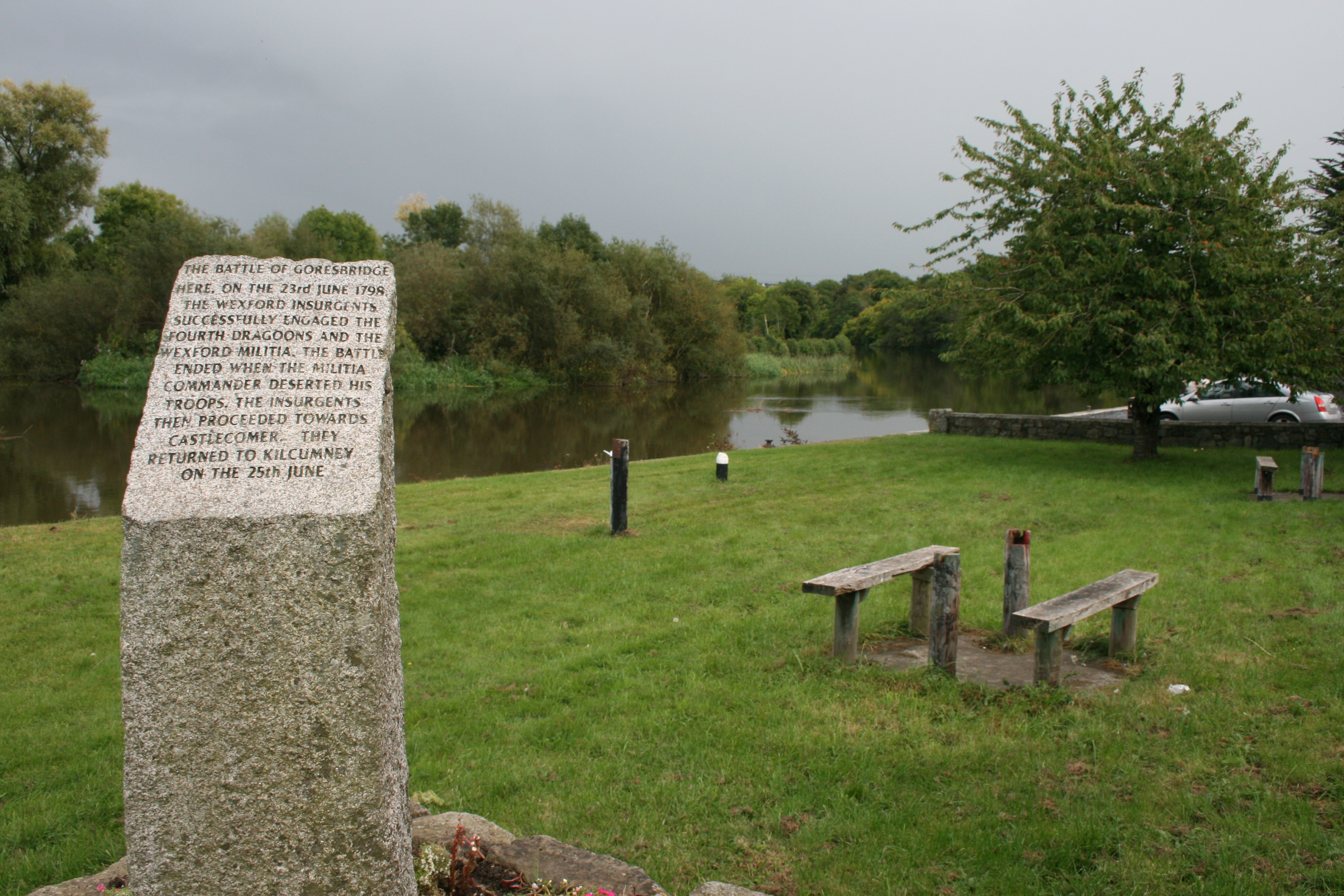
Mémorial de la bataille de Goresbridge (1798).

La bataille de Goresbridge s'est déroulée durant la rébellion irlandaise le 23 juin 1798 à Gore's Bridge. Les insurgés du comté de Wexford de la Société des Irlandais unis, tentant d'utiliser le pont, furent vaincus et la troupe perdit sa cavalerie ; vingt-huit soldats furent capturés et le reste s'enfuirent à Kilkenny. Un mémorial en granit sculpté se trouve à côté du pont.